# Mulielealii
Mulielealii (havajski Mulielealii; takođe znan kao Muleialii ili Miiielealii) bio je havajski poglavica koji je vladao jednim delom ostrva Oahua na drevnim Havajima.
Bio je sin tahitskog čarobnjaka Mavekea, koji je došao na Oahu i dao podići hram. Mulielealiija je rodila Mavekeova supruga Naiolaukea.
Bio je brat poglavica Keaunuija i Kalehenuija te je oženio Vehelani (Wehelani), koja je takođe bila supruga Keaunuija.
Maveke je dao Mulielealiiju da vlada jednim delom ostrva.
Vehelani i Mulielealii su imali decu; ovo je njihova lista:
- veliki poglavica Moikeha od Kauaija
- veliki poglavica Kumuhonua od Oahua[3]
- poglavica Olopana, koji je imao dve žene te je otišao na Tahiti
- poglavarka Hainakolo, žena čoveka zvanog Keanini

Mulielealii je bio dedo poglavice Elepuukahonue.